# Ichirō Hatoyama
Ichiro Hatoyama (1 de Janeiro de 1883 — 7 de Março de 1959) foi um político do Japão. Ocupou o lugar de primeiro-ministro do Japão de 10 de dezembro de 1954 a 23 de dezembro de 1956. É o pai de Yukio Hatoyama, que também ocupou o lugar de primeiro-ministro do Japão entre 2009 e 2010.

## Carreira política
Ichirō foi eleito para a Câmara dos Representantes como membro de Rikken Seiyūkai em 1915. Ele estava prestes a se tornar primeiro-ministro em 1946, mas foi impedido de entrar na política por cinco anos pelo Comandante Supremo das Forças Aliadas porque pensaram que ele havia cooperado com os autoritários governo nas décadas de 1930 e 1940. Ele foi autorizado a retornar em 1951. Como primeiro-ministro em 1955, ele reconstruiu os laços diplomáticos com a União Soviética, e favoreceu a liberdade condicional para alguns dos criminosos de guerra que haviam sido condenados à prisão perpétua.
Arquivos da CIA que foram desclassificados em 2005 e, em seguida, divulgado em janeiro de 2007 pela US National Archives detalha um plano por ultranacionalistas para assassinar o primeiro-ministro Shigeru Yoshida e instalar um governo mais hawkish liderado por Ichirō Hatoyama em 1952.